# Ted Williams (radialista)
Ted Williams (nascido em 22 de setembro de 1957) é um locutor de Columbus, Ohio. Williams ficou famoso através de uma entrevista durante um período em que era sem-teto, que foi postada na internet em janeiro de 2011.

## Trabalhos como locutor
- Today, janeiro 6, 2011 - (Lead in)
- Late Night with Jimmy Fallon, janeiro 6, 2011[2]
- The Rachel Maddow Show, janeiro 6, 2011[3]
- MSNBC's "Lean Forward" campaign, janeiro 6, 2011
- Dr. Phil, janeiro 11, 2011

## Entrevistas
- The Early Show, janeiro 5, 2011
- Today, janeiro 6, 2011
- Late Night with Jimmy Fallon, janeiro 6, 2011 [4]
- The Last Word with Lawrence O'Donnell, janeiro 6, 2011
- The Early Show, janeiro 7, 2011
- Dr. Phil, janeiro 11-13, 2011
- The Tonight Show with Jay Leno, janeiro 13, 2011